# Anne Charrier
Anne Charrier (Ruffec, 16 marzo 1974) è un'attrice francese.
La sua prima interpretazione più importante è stata nella serie televisiva Maison close - La casa del piacere trasmessa tra il 2010 e il 2013 su Canal+.
I suoi primi ruoli principale sono arrivate nelle serie televisive Marjorie e Chefs.

## Filmografia parziale

### Cinema
- Just a Gigolo, regia di Olivier Baroux (2019)

### Televisione
- Joséphine, ange gardien – serie TV, episodio 11x02 (2007)
- Julie Lescaut – serie TV, episodio 18x01 (2008)
- Law & Order Criminal Intent: Parigi (Paris, enquêtes criminelles) – serie TV, episodio 2x02 (2007)
- Il giudice e il commissario (Femmes de loi) – serie TV, episodio 8x09 (2008)
- R.I.S. Police scientifique – serie TV, episodi 4x10-5x10 (2009-2010)
- Maison close - La casa del piacere (Maison close) – serie TV, 16 episodi (2010-2013)
- Profiling – serie TV, episodio 4x05 (2013)
- The Walking Dead: Daryl Dixon – serie TV, 9 episodi (2023-2024)

## Doppiatrici italiane
Nelle versioni in italiano delle opere in cui ha recitato, Anne Charrier è stata doppiata da:
- Claudia Razzi in Maison close - La casa del piacere, The Walking Dead: Daryl Dixon

## Premi e riconoscimenti
- Festival de la fiction TV de La Rochelle 2017 - Migliore interpretazione femminile in Prêtess à tout[1]
- Premi Molières 2018 - Nomination come miglior attrice in uno spettacolo teatrale per En attendant Bojangles'
- Premi Molières 2019 - come miglior attrice in uno spettacolo teatrale per Le Canard à l'Orange